# Le pipe
Le pipe (Dýmky) è un film del 1966 diretto da Vojtěch Jasný.